# Ticket to Ride (노래)
〈Ticket to Ride〉는 존 레논이 작곡하고 레논-매카트니에게 작곡한 영국의 록 밴드 비틀즈의 곡이다. 1965년 4월에 싱글로 발매된 이 음반은 영국에서 비틀즈의 7번째 연속 1위, 미국에서 3번째 연속 1위, 캐나다, 호주, 아일랜드에서 국가 차트에서 비슷하게 1위를 차지했다. 이 노래는 그들의 1965년 음반 《Help!》에 포함되었다. 그해 2월 런던의 EMI 스튜디오에서 녹음된 이 곡은 이전 발표에 비해 드론 및 경음기 계기를 통합함으로써 비틀즈의 작품에서 진전을 보였다. 음악 평론가들 사이에서 이언 맥도널드는 이 노래를 "비틀즈가 이전에 녹음했던 어떤 곡보다 심리적으로 더 깊다" 그리고 "그 시대에 있어서는 비상하다"라고 묘사하고 있다.